# Arquebisbat de Kalocsa-Kecskemét

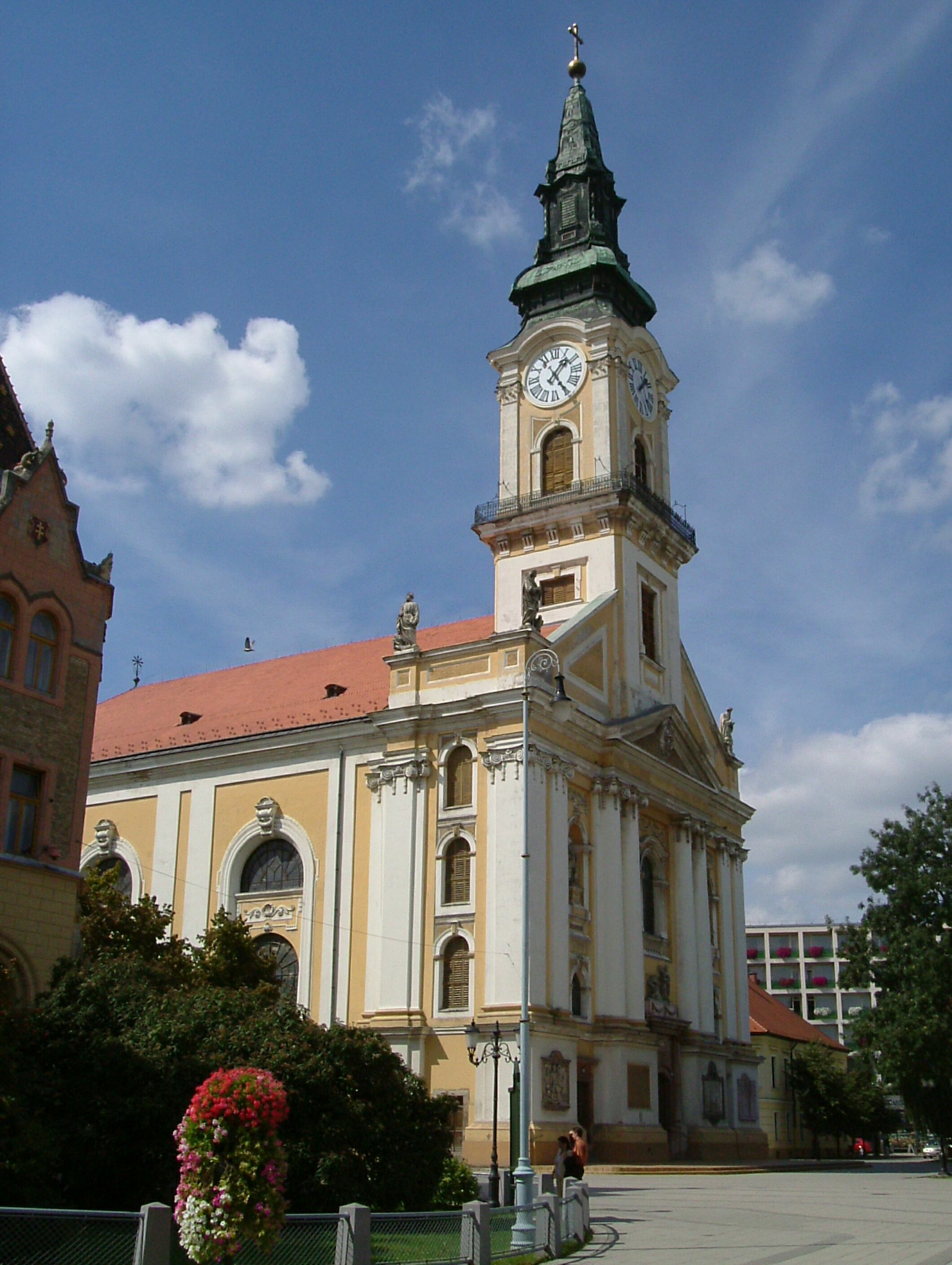
La cocatedral de l'Ascensió del Senyor a Kecskemét

L'arquebisbat de Kalocsa-Kecskemét (hongarès: Kalocsa-Kecskeméti főegyházmegye, llatí: Archidioecesis Colocensis-Kecskemetensis) és una seu metropolitana de l'Església Catòlica a Hongria. Al 2016 tenia 364.996 batejats sobre una població de 530.565 habitants. Actualment està regida per l'arquebisbe Balázs Bábel.

## Territori
L'arxidiòcesi comprèn a la Gran plana meridional d'Hongria.
La seu arxiepiscopal és la ciutat de Kalocsa, on es troba la catedral de l'Assumpció de Maria Verge. A Kecskemét es troba la cocatedral de l'Ascensió del Senyor.
El territori s'estén sobre 8.372 km², i està dividit en 127 parròquies.

## Historial
La diòcesi de Kalocsa i Bács va ser erigida el 1010 pel rei Esteve I d'Hongria. Es creia que Kalocsa i Bács eren seus independents, units després, però estudis més recents han comprovat que es tracta d'una seu única, els bisbes del qual ara residien tant a Kalocsa com a Bács. A les dues localitats hi havia diferents capítols.
El 1135 la diòcesi de Kalocsa i Bács fou elevada a la condició d'arxidiòcesi metropolitana i l'elecció dels arquebisbes es reservà als capítols units, en una assemblea que tenia lloc a una tercera ciutat. Fins i tot la qüestió de l'elevació com a seu metropolitana és controvertida: Asztrik ja gaudia del títol d'arquebisbe, que es troba a Fabiano, el cinquè bisbe. Alguns estudiosos sostenen que la metròpoli de Kalocsa i Bács es va estendre al segle xi a les diòcesis de Bihar (l'actual bisbat de Gran Varadino dels Llatins) i Transsilvània (avui arquebisbat d'Alba Iulia), a la qual es va afegir la diòcesi de Csanád (avui bisbat de Szeged-Csanád).
La importància de la seu es va confirmar el 1175, quan, atès que la seu d'Esztergom estava vacant, va recaure en l'arquebisbe de Kalocsa per coronar el rei Béla III d'Hongria. L'esdeveniment es va repetir el 1204 quan l'arquebisbe Jan va coronar Ladislau II. El 1212 es va sancionar el dret dels arquebisbes de Kalocsa a la coronació en cas d'absència o rebuig de l'arquebisbe d'Esztergom. Uns anys més tard, l'arquebisbe Ugrinus va establir el primer gran hospital a Kalocsa i el 1229 va afegir la diòcesi de Sírmium a les seves sufragànies. La nova diòcesi va ser un baluard en la lluita contra els patarens, heretges generalitzats a Bòsnia; els arquebisbes es comprometien a oposar-se a la difusió de les seves doctrines. El mateix arquebisbe Ugrinus va tenir l'honor de coronar Andreu II d'Hongria. Després va caure en batalla contra els tàtars el 1241.
L'activitat missionera desenvolupada a Valàquia a partir del segle xiii pels ordes mendicants franciscans i dominics va propiciar la creació de les diòcesis d'Argeș i Severino, respectivament el 1381 i el 1382, que van ser assignades com a sufragànies a la metròpoli de Kalocsa.
Al segle xv, dues figures destacades van seure a la càtedra de Kalocsa: Andrea Brenti, que va tenir un paper important en la preparació del Concili de Constança i István Várdai, figura típica d'un bisbe renaixentista, un home de gran cultura humanista, que va portar a Kalocsa la influència. del Renaixement italià i després va ser creat cardenal. La seva tasca a Kalocsa va ser intensa i orgànica: va celebrar el sínode diocesà, va establir la visita pastoral a les parròquies, va dirigir la seva atenció a la formació del clergat, va enviar clergues joves a universitats europees, va fundar una biblioteca i també es va ocupar dels ingressos de l'arxidiòcesi.
El 1526 l'arquebisbe franciscà Pál Tomori va dirigir l'exèrcit a la batalla de Mohács, en la qual va morir. La derrota va marcar la conquesta otomana i la decadència de l'arxidiòcesi; els arquebisbes sota el jou dels turcs ja no podien exercir les seves funcions. Tanmateix, la Santa Seu va continuar nomenant arquebisbes per a aquesta seu, considerant-la alhora una terra de missió confiada als franciscans, que també van tenir cura dels cristians que van emigrar a aquesta regió des de Dalmàcia després del 1550.
La jurisdicció arxiepiscopal real es va interrompre durant tot el període de dominació turca i es va restablir durant l'episcopat del cardenal Leopold Karl von Kollonitsch durant l'última dècada del segle xvii. Va ser el seu successor Pál Szécsényi qui va construir un palau per a la cúria i va construir una església parroquial, mentre que el seu successor Imre Csáky va fer construir la catedral. Malgrat aquests esforços, el 1733 l'arquebisbe Gabriel Herman Antun Patačić va trobar que l'arxidiòcesi encara estava reorganitzada: va ser ell qui va establir el seminari diocesà i va restaurar el capítol de la catedral.
Després del tractat de Trianon, el 10 de febrer de 1923, la regió de Bačka que es trobava al regne de Iugoslàvia va ser retirada de l'arxidiòcesi i constituïda en administració apostòlica, que es va convertir en la diòcesi de Subotica el 1968. A partir d'aquest moment l'arxidiòcesi va assumir l'únic nom de Kalocsa.
El 31 de maig de 1993, la diòcesi prengué el nom actual sota la butlla Hungarorum gens del papa Joan Pau II.

## Cronologia episcopal

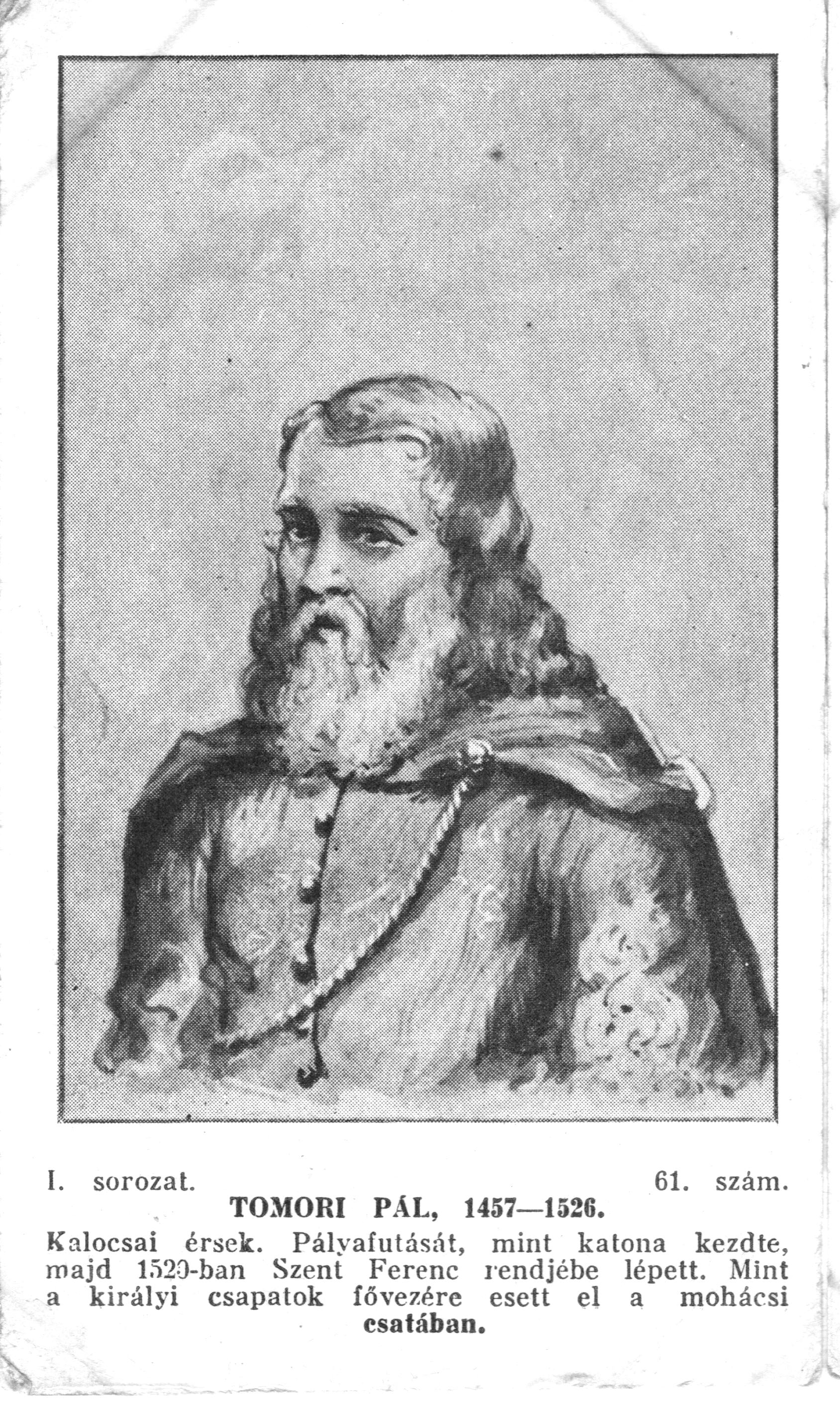
L'arquebisbe Pál Tomori mort combatent contra els turcs al camp de batalla de Mohács, el 29 d'agost de 1526.

- Sant'Asztrik, O.S.B. † (1000 - després del 1046)
- György I † (1050 - ?)
- Benedek I † (citat el 1055)
- Dezső † (1075 - 1093)
- Fabiano † (1094 - ?)
- Ugolino † (1103 - ?)
- Pál I † (1111)
- Fulberto † (1111 - ?)
- Gergely I † (1124 - ?)
- Francica † (1131 - 1134)
- Simon † (1135 - ?)
- Muchia † (1142 - 1149)
- Miko † (1149 - 1165)
- Sayna † (1167 - ?)
- Kosma † (1169 - ?)
- Endre I † (1176 - ?)
- István I † (1182 - 1187)
- Péter I † (1187 - ?)
- Pál II † (1189 - 1190)
- Saul de Hédervar † (1192 - 1202 mort)
- Johannes von Meran † (1202 - 6 d'octubre de 1205 nomenat arquebisbe d'Esztergom)
- Bertoldo di Andechs-Merania † (1207 - 1218 nomenat patriarca d'Aquileia)
- Ugrinus † (1219 - 1241 mort)
- Benedek II † (1241 - 25 de febrer de 1254 nomenat arquebisbe d'Esztergom)
- Tamás I † (1254 - 1255)
- István II † (1256 - 1256)
- Smaragdus de Sambok † (1257 - juliol de 1265 mort)
- Benedek III † (1265 - ?)
- István III † (11 de desembre de 1266 - 1278)
- Ján † (1279 - novembre de 1301 mort)
- István IV † (1302 - ? mort)
- Vince † (1306 - ? mort)
- László, O.F.M. † (15 d'agost de 1317 - 1337 o 1338 mort)
  - Sede vacante (1338-1343)
- László Kobal † (24 de març de 1343 - 1345 mort)
- István Harcsáki † (2 de març de 1345 - 1349 ? mort)
- Miklós Vásári † (1349 - 11 de gener de 1350 nomenat arquebisbe d'Esztergom)
- Dionizije Lacković † (11 de gener de 1350 - ? mort)
- Miklós Keszei † (4 d'agost de 1356 - 8 d'octubre de 1358 nomenat arquebisbe d'Esztergom)
- Tamás Telegdi † (25 d'agost de 1358 - 10 de febrer de 1367 nomenat arquebisbe d'Esztergom)
- István VI, O.E.S.A. † (10 de febrer de 1367 - vers 1379 nomenat patriarca de Jerusalem)
- Lajos † (abans de 1383 - 1391)
- Miklós Bebek † (19 de desembre de 1391 - després del 1399 mort)
- Ivan Šipuški † (28 de març de 1401 - després del 1402)
  - Crisogono de Dominis † (1403 - ? mort) (bisbe electe)
- Andrea Brenti † (4 de gener de 1413 - 1418)
- Kármán Scolari † (23 de febrer de 1420 - 1423)
- Giovanni Buondelmonti † (5 de novembre de 1424 - 1447)
- Matthias de Labischino † (8 de juliol de 1449 - ?)
- Rafael Herczeg † (31 d'agost de 1450 - 1456 mort)
- István Várdai † (25 de febrer de 1457 - febrer de 1471 mort)
- Gábor † (24 de maig de 1471 - 1479 mort)
- György † (1º de febrer de 1479 - 1480 mort)
- Péter Várdai † (16 de febrer de 1481 - 1501 mort)
- László Geréb † (14 de febrer de 1502 - 11 de desembre de 1503)
- Gregorio Frangipane † (11 de desembre de 1503 - 1520)
- Pál Tomori, O.F.M. † (4 de febrer de 1523 - 29 d'agost de 1526 mort)
- János Orszagh † (1527 - 1529)
- Francesco Frangipane † (1530 - 1543 mort)
  - Sede vacante (1543-1582)
- Juraj Drašković von Trakošćan † (30 d'abril de 1582 - 21 de gener de 1587 mort)
  - Sede vacante (1587-1596)
- János Kuthassy † (1596 - 4 de juny de 1599 nomenat arquebisbe d'Esztergom)[1]
- Márton Pethe de Hetes † (15 de desembre de 1600 - 3 d'octubre de 1605 mort)
- István Szuhay † (5 d'octubre de 1607 - 9 de juny de 1608 mort)
- Demeter Náprágyi † (27 de gener de 1610 - 25 de març de 1616 mort)
- Bálint Lépes † (1619 - 1623 mort)
- János Telegdy † (1624 - 1647 mort)
- János Püsky † (14 de febrer de 1650 - 1658/1660 mort)
  - György Szelépcsenyi (Juraj Pohronec-Slepčiansky) † (1658/1660 - 3 d'agost de 1667 nomenat arquebisbe d'Esztergom) (no confirmat)
- Petar Petretić † (3 d'agost de 1667 - 12 d'octubre de 1667 mort)
  - Sede vacante (1667-1678)
- György Széchényi † (18 d'abril de 1678[2] - 2 de setembre de 1686[3] nomenat arquebisbe d'Esztergom)
  - Sede vacante (1686-1690)
- Leopold Karl von Kollonitsch † (6 de març de 1690 - 22 d'agost de 1695 nomenat arquebisbe d'Esztergom)
- Pál Széchényi, O.S.P.P.E. † (1º de juliol de 1697 - 22 de maig de 1710 mort)
  - Sede vacante (1710-1714)
- Imre Csáky † (19 de novembre de 1714 - 28 d'agost de 1732 mort)
- Gabriel Herman Antun Patačić † (28 de setembre de 1733 - 5 de desembre de 1745 mort)
- Miklós Csáky de Keres-Szeg † (4 de setembre de 1747 - 15 de novembre de 1751 nomenat arquebisbe d'Esztergom)
- Ferenc Klobusiczky † (20 de desembre de 1751 - 6 d'abril de 1760 mort)
- József Batthyány † (15 de desembre de 1760 - 20 de maig de 1776 nomenat arquebisbe d'Esztergom)
- Ádám Patačić † (16 de setembre de 1776 - 19 de juliol de 1784 mort)
- Ladislaus von Kollonitsch † (10 de març de 1788 - 23 d'abril de 1817 mort)
  - Sede vacante (1817-1822)
- Péter Klobusiczky † (19 d'abril de 1822 - 2 de juliol de 1843 mort)
- Ferenc Nádasdy † (24 de novembre de 1845 - 22 de juliol de 1851 mort)
- Jozef Kunszt † (15 de març de 1852 - 5 de gener de 1866 mort)
- József Krivinai Lonovics † (27 de novembre de 1866 - 13 de març de 1867 mort)
- Lajos Haynald † (17 de maig de 1867 - 4 de juliol de 1891 mort)
- Juraj Császka † (17 de desembre de 1891 - 11 d'agost de 1904 mort)
- Gyula Városy † (11 de desembre de 1905 - 28 d'octubre de 1910 mort)
- János Csernoch † (20 d'abril de 1911 - 13 de desembre de 1912 nomenat arquebisbe d'Esztergom)
- Árpád Lipót Várady † (25 de maig de 1914 - 18 de febrer de[4] 1923 mort)
- Gyula Zichy † (31 d'agost de 1925 - 20 de maig de 1942 mort)
- Gyula Glattfelder † (24 de setembre de 1942 - 30 d'agost de 1943 mort)
- József Grósz † (7 de maig de 1943 - 3 d'octubre de 1961 mort)
- Endre Hamvas † (15 de setembre de 1964 - 10 de gener de 1969 jubilat)
- József Ijjas † (10 de gener de 1969 - 5 de juny de 1987 jubilat)
- László Dankó † (5 de juny de 1987 - 25 de juny de 1999 mort)
- Balázs Bábel, des del 25 de juny de 1999

## Estadístiques
A finals del 2016, la diòcesi tenia 364.996 batejats sobre una població de 530.565 persones, equivalent al 68,8% del total.
| any  | població | població | població | sacerdots | sacerdots       | sacerdots       | sacerdots             | diaques | religiosos | religiosos | parròquies |
| ---- | -------- | -------- | -------- | --------- | --------------- | --------------- | --------------------- | ------- | ---------- | ---------- | ---------- |
| any  | batejats | total    | %        | total     | clergat secular | clergat regular | batejats por sacerdot | diaques | homes      | dones      |            |
| 1950 | 606.000  | 880.000  | 68,9     | 402       | 357             | 45              | 1.507                 |         | 72         | 694        | 207        |
| 1970 | 210.000  | 263.982  | 79,6     | 148       | 148             |                 | 1.418                 |         |            |            | 81         |
| 1980 | 218.529  | 259.171  | 84,3     | 107       | 107             |                 | 2.042                 |         |            |            | 77         |
| 1990 | 200.474  | 241.109  | 83,1     | 95        | 92              | 3               | 2.110                 | 1       | 3          |            | 77         |
| 1999 | 398.000  | 537.084  | 74,1     | 100       | 99              | 1               | 3.980                 | 7       | 1          | 84         | 81         |
| 2000 | 412.000  | 555.980  | 74,1     | 100       | 100             |                 | 4.120                 | 9       |            | 85         | 79         |
| 2001 | 422.406  | 557.112  | 75,8     | 93        | 93              |                 | 4.542                 | 10      |            | 79         | 76         |
| 2002 | 421.314  | 555.340  | 75,9     | 91        | 91              |                 | 4.629                 | 10      |            | 95         | 75         |
| 2003 | 419.790  | 553.330  | 75,9     | 95        | 95              |                 | 4.418                 | 11      |            | 85         | 138        |
| 2004 | 379.072  | 546.345  | 69,4     | 92        | 91              | 1               | 4.120                 | 11      | 1          | 85         | 138        |
| 2006 | 379.072  | 546.345  | 69,4     | 103       | 102             | 1               | 3.680                 | 11      | 1          | 83         | 138        |
| 2011 | 371.833  | 541.005  | 68,7     | 103       | 102             | 1               | 3.610                 | 12      | 1          | 59         | 136        |
| 2013 | 368.755  | 536.409  | 68,7     | 110       | 108             | 2               | 3.352                 | 11      | 2          | 51         | 127        |
| 2016 | 364.996  | 530.565  | 68,8     | 103       | 101             | 2               | 3.543                 | 13      | 2          | 43         | 127        |